# Ligue 1 2008-09

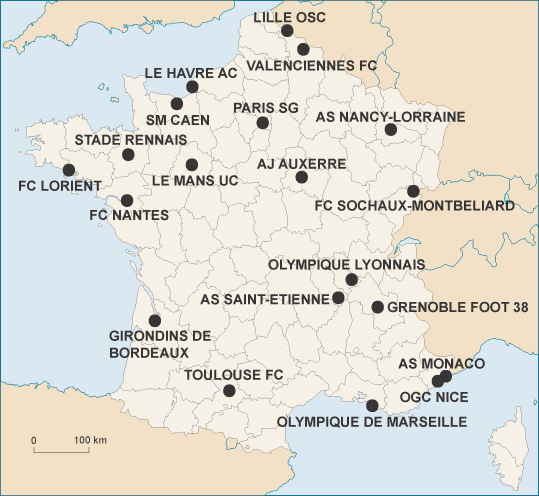
Equips participants en l'edició de 2008-2009.

El 9 d'agost del 2008 tenia lloc la primera jornada de la Ligue 1 2008-09. Els últims partits del campionat es disputaren el 30 de maig del 2009.
En l'última jornada, el Girondins de Bordeaux guanyà el seu sisè títol, acabant amb l'hegemonia de l'Olympique de Lió que havia durat set anys.

## Ascensos i descensos
Equips ascendits de la Ligue 2 2007-08
- 1r Havre AC
- 2n FC Nantes
- 3r Grenoble Foot 38

Equips descendits de la Ligue 1 2007-08
- 18è RC Lens
- 19è RC Strasbourg
- 20è FC Metz

## Classificació[1]
J = Partits jugats; G = Partits guanyats; E = Partits empatats; P = Partits Perduts; GF = Gols favor; GC = Gols contra; Dif = Diferència gols; Pts = Punts; Notes = Apunts posició
| Campió Ligue 1 2008-09         |
| ------------------------------ |
| Girondins de Bordeaux 6è Títol |

## Màxims golejadors[2]
| Jugador             | Gols | Equip               |
| ------------------- | ---- | ------------------- |
| André-Pierre Gignac | 24   | Toulouse FC         |
| Karim Benzema       | 17   | Olympique de Lió    |
| Guillaume Hoarau    | 17   | Paris Saint-Germain |
| Ireneusz Jeleń      | 14   | AJ Auxerre          |
| Steve Savidan       | 14   | SM Caen             |